# Тур-А181
ТУР А181 (англ. TUR A181) — 12 метровий низькопідлоговий експериментальний автобус з формулою дверей 1-2+2-1, спроєктований ВАТ «Укравтобуспром» в 1998 році.
На його основі розроблено автобуси Богдан А231, ЮМЗ А186, РоАЗ-5236 та тролейбуси ЮМЗ Е186, Богдан Е231. ТУР А181 є другим низькопідлоговим автобусом розробленим в країнах СНД після МАЗ 103, який є фактично ліцензійною копією Neoplan-N4014.
Каркас і підвіска автобуса А-181 спроєктовані з урахуванням східноєвропейських доріг і місцевих умов перевезення. У машині 24 місць для сидіння, а загальна пасажиромісткість 124 людини, в години пік автобус здатний перевозити до 160-180 пасажирів (6 чол. На 1 м2). Дизель MAN D 0826 LUN потужністю 269 к.с. поєднаний з КП ZF. Витрата палива при 60 км/год 100 км склав 23,3 л. Є ABS і протибуксувальна ASR, антирефлексне вітрове скло, регульована за кутом нахилу по висоті рульова колонка. Машина має вбудовану систему діагностики.